# Jauhienij Kamienieu
Jauhienij Kamienieu (błr. Яўгеній Каменеў, ros. Евгений Каменев, Jewgienij Kamieniew; ur. 4 marca 1997 w Mińsku) – białoruski hokeista pochodzenia polskiego, reprezentant Polski.

## Kariera
- KH Sanok do lat 20 (2013-2015)
  -  UKH Dębica do lat 18 (2014/2015)
  -  UKH Dębica (2014/2015)
- HKm Zvolen do lat 20 (2015-2017)
  -  HC 07 Detva (2016/2017)
  -  SMS Sosnowiec (2016/2017)
- Polonia Bytom (2017-2018)
- Cracovia (2018-2019)
- Kadra PZHL U23 (2018/2019)
- HC Prešov Penguins (2019)
- Podhale Nowy Targ (2019-2020)
- Ciarko STS Sanok (2020-2021)
- JKH GKS Jastrzębie (2021-2024)
- Cracovia (2024-2025)
- Polonia Bytom (2025-)

Gry w hokeja na lodzie uczył się w szkole Klubu Hokejowego Wasilczenko w Mińsku. W barwach drużyn z rocznika 1997 szkoły klubu Junost' Mińsk grał na Białorusi do 2012. Z racji posiadania polskiego pochodzenia (jego dziadek był Polakiem), dysponując Kartą Polaka w 2012 przyjechał do Polski i rozwijał karierę w klubie KH Sanok. Z drużyną do lat 20 grał w trzech sezonach w Centralnej Lidze Juniorów: 2013/2014, 2014/2015, 2015/2016, zdobywając w tym czasie dwukrotnie mistrzostwo Polski juniorów. Równolegle epizodycznie grał w barwach zespołu UKH Dębica w I lidze. W sezonie 2015/2016 został zawodnikiem juniorskiego zespołu do lat 20 słowackiego klubu HKm Zvolen i podjął występy w lidzie juniorskiej na Słowacji. Równolegle zaliczył po kilka występów w zespole HC 07 Detva w 1. lidze słowackiej sezonu 2016/2017 oraz w barwach SMS Sosnowiec w edycji Polskiej Hokej Ligi 2016/2017 (m.in. wystąpił w meczu, w którym drużyna SMS zdobyła jedyny punkt w sezonie). Od czerwca 2017 zawodnik Polonii Bytom. W sierpniu 2018 został hokeistą Cracovii. Odszedł z klubu pod koniec stycznia 2019. W sezonie 2019/2020 grał w Podhalu, a w połowie 2020 przeszedł do STS Sanok. Pod koniec maja 2021 został zaangażowany przez JKH GKS Jastrzębie. Od czerwca 2024 ponownie w Cracovii. W maju 2025 został ogłoszony zawodnikiem Polonii Bytom.
W barwach reprezentacji Polski do lat 20 wystąpił na turnieju mistrzostw świata juniorów do lat 20 w 2017 (Dywizja IB). 7 kwietnia 2017 zadebiutował w reprezentacji polski seniorów w meczu towarzyskim przeciw Słowacji.

## Sukcesy
Klubowe
- Złoty medal mistrzostw Polski juniorów: 2014, 2015 z KH Sanok U20
- Superpuchar Polski: 2021 z JKH GKS Jastrzębie
- Brązowy medal mistrzostw Polski: 2022 z JKH GKS Jastrzębie